# Спас Манджуков
Спас Георгиев Манджуков е български военен, който като кавалерийски офицер достига до звание полковник.

## Биография
Спас Манджуков е роден през 1869 година в село Мирковци, Османската империя. Завършва Военното училище в София през 1887 година. Участва в Балканските войни и в Първата световна война. Брат е на революционера Петър Манджуков и дядо на Невена Коканова.

## Военна служба
- ? – 1-ви конен полк;
- ? – 2-ри конен полк;
- 1908 – Командир на 2-ри ескадрон в 4-ти конен полк;
- 06.1913 – Командир на 6-и конен полк;
- 28.02.1915 – Командир на 9-и конен полк;
- 25.06.1916 – В запас.

## Военни звания
- Подпоручик (07.11.1887)
- Поручик (07.11.1890)
- Ротмистър (01.01.1898)
- Майор (27.09.1904)
- Подполковник (01.01.1911)
- Полковник (01.04.1914)